# Подленже (Свентокшиське воєводство)
Подленже (пол. Podłęże) — село в Польщі, у гміні Пінчів Піньчовського повіту Свентокшиського воєводства.
Населення — 305 осіб (2011).
У 1975-1998 роках село належало до Келецького воєводства.

## Демографія
Демографічна структура на день 31 березня 2011 року:
|          | Загалом | Допрацездатний вік | Працездатний вік | Постпрацездатний вік |
| -------- | ------- | ------------------ | ---------------- | -------------------- |
| Чоловіки | 161     | 30                 | 108              | 23                   |
| Жінки    | 144     | 27                 | 75               | 42                   |
| Разом    | 305     | 57                 | 183              | 65                   |